# 체흐 언도르
체흐 언도르(헝가리어: Cseh Andor, 에스페란토: Andreo Ĉeo 안드레오 체오, 1895년 9월 12일~1979년 3월 9일)는 헝가리의 가톨릭 사제이자 에스페란토 교사이다. 에스페란토 교육에서의 체흐 교육 방법(에스페란토: Cseh-metodo)을 고안하였다.

## 생애
1895년 헝가리 (오늘날 루마니아) 루두시(루마니아어: Luduș)에서 태어났다. 1910년에 에스페란토를 배웠고, 1919년에 가톨릭 사제가 되었다.
1920년에 시비우에서 체흐 방법(에스페란토: Cseh-metodo)을 고안하였다. 이는 다음과 같은 특성을 가진다.
- 교재를 사용하지 않는다.
- 모국어를 사용하지 않고, 오직 이미 배운 단어들로만 새 단어들을 가르친다.
- 강사의 질문에 학생들 전부 함성으로 답변한다.
- 교과서적인 예문을 사용하는 대신 시사(時事)에 대하여 토론한다.
- 유머와 농담을 자주 사용한다.
- 문법을 직접 가르치는 대신, 언어 사용을 통해 학습자 스스로 문법을 터득하도록 한다.

1924년에는 주교 머일라트 카롤리(헝가리어: Majláth Károly)의 허락을 받아 에스페란토 교육에 전념할 수 있게 되었다. 이후 모국 헝가리 이외에도 스웨덴, 에스토니아, 프랑스, 독일, 라트비아, 네덜란드, 노르웨이, 폴란드, 스위스에서 자신이 고안한 방법으로 에스페란토를 가르쳤다. 1930년에는 네덜란드로 이사하였다.
당시 하를럼의 주교 요하너스 도미니퀴스 요세퓌스 아엥에넌트(네덜란드어: Johannes Dominicus Josephus Aengenent)는 가톨릭 신자와 개신교 신자를 한 곳에서 가르치는 것을 금하였는데, 체흐는 이를 무시하며 종교에 상관없이 에스페란토를 전파하였다. 이 때문에 아엥에넌트는 체흐를 하를럼에서 추방하고, 사제로서의 지위를 박탈하였다. 체흐는 이 때문에 근처의 노인 요양원에서 머물어야만 하였다. 그러나 에스페란토 운동에 관심을 가진 다른 사제들의 주선에 의하여, 아엥에넌트를 뒤이은 하를럼 주교 테오도뤼스 헨리퀴스 요하너스 즈바르트크라위스(네덜란드어: Theodorus Henricus Johannes Zwartkruis)는 체흐의 사제권을 복구하였다.
1979년 3월 9일 헤이그에서 사망하였다.

## 참고 문헌
- Esperanto en perspektivo, London, Rotterdam, 1974
- Enciklopedio de Esperanto, Budapest, 1933
- Vortoj de Andreo Cseh, Artur E. Iltis, Saarbrücken 1984 / Internacia Esperanto-Instituto, Hago, 2003
- D-ro I. Szerdahelyi, Metodologio de lingvostudado kaj parolproprigo, Budapest 1975
- Memorlibro omagxe al Andreo Cseh, Redaktis kaj kunligan tekston verkis Katalin Smidéliusz, Sabatejo 1995
- Vortoj de Andreo Cseh, Ed Borsboom, Internacia Esperanto-Instituto, 2003
- Vivo de Andreo Cseh, Ed Borsboom, Internacia Esperanto-Instituto, 2003